# جولي فوجيا
جولي فوجيا (بالفرنسية: Julie Foggea)‏ مواليد 28 أغسطس 1990 في لزابيم، هي لاعبة كرة يد فرنسية تلعب كحارس مرمى. مثلت منتخب فرنسا لكرة اليد للسيدات.

## الإنجازات
- كأس التحدي الأوروبية لكرة اليد للسيدات:
  - الفوز: 2014–15

## روابط خارجية
- جولي فوجيا على موقع الاتحاد الأوروبي لكرة اليد (الإنجليزية)
- جولي فوجيا على موقع الدوري الفرنسي لكرة اليد للسيدات (الفرنسية)